# Абароа, Энрике
Энри́ке Абаро́а Марти́нес (исп. Enrique Abaroa Martínez, родился 10 января 1974 года, Монтеррей, Мексика) — мексиканский профессиональный теннисист.
- Победитель одного юниорского турнира Большого шлема в парном разряде среди юношей (Roland Garros-1992).

## Спортивная карьера
В юниорские годы Энрике числился одной из надежд национальной федерации, сравнительно неплохо выступая в одиночном разряде, а в парных комбинациях являясь одним из сильнейших игроков мира. В своё последний сезон на этом уровне: в 1992 году — Абароа, вместе с австралийцем Грантом Дойлом отметился победой на юниорском Roland Garros, а несколько недель спустя — на юниорском Уимблдоне — вместе с немцем Алексом Радулеску дошёл до полуфинала, уступив дуэту с участием будущей первой ракетки мира среди взрослых Махеша Бхупати.
Переход во взрослый тур получился крайне медленным: мексиканец крайне проблемно набирал хоть какие-то рейтинговые очки даже в своей сильной дисциплине: парных соревнованиях и сравнительно редко выбирался даже на соревнования побочного тура ATP: серии «челленджер». Некоторый рост результатов пришёлся на 2000—2001 годы, когда Энрике дважды добрался до финалов соревнований этой серии, а также по протекции национальной федерации был допущен на Олимпиаду, где сыграл в парном турнире вместе с Алехандро Эрнандесом. Латиноамериканцы сыграли в стартовом матче с будущими полуфиналистами соревнований: южноафриканцами Дэвидом Адамсом и Джоном Лаффни-де Ягером и хоть и проиграли, но смогли сравнительно на равных противостоять более мастеровитым соперникам. В июле 2001 года Абарая единственный раз сыграл за Мексику в Кубке Дэвиса: некогда весьма конкурентоспособная в этом турнире команда испытывала в это время свои нелучшие времена, закрепившись в региональной зоне соревнования. Энрике был поставлен на парную игру, но должным образом проявить себя не смог и больше вызов в сборную не получал.

## Рейтинг на конец года в парном разряде
- 2003 — 1269
- 2002 — 1536
- 2001 — 658
- 2000 — 193
- 1999 — 252
- 1998 — 923
- 1994 — 585
- 1993 — 330
- 1992 — 741
- 1991 — 879

## Выступления на турнирах

### Финалы турниров в парном разряде

#### Финалы челленджеров в парном разряде (2)

##### Победы (1)
| Титулы по покрытиям | Титулы по месту проведения матчей турнира |
| ------------------- | ----------------------------------------- |
| Хард (1)            | Зал (0)                                   |
| Грунт (0)           | Зал (0)                                   |
| Трава (0)           | Открытый воздух (1)                       |
| Ковёр (0)           | Открытый воздух (1)                       |

| №  | Дата           | Турнир     | Покрытие | Партнёр    | Соперники в финале          | Счёт        |
| 1. | 9 октября 2000 | Талса, США | Хард     | Майкл Селл | Габриэль Трифу Гленн Вайнер | 5-7 6-4 6-2 |

##### Поражения (1)
| №  | Дата         | Турнир             | Покрытие | Партнёр     | Соперники в финале            | Счёт           |
| 1. | 26 июня 2000 | Айзенбах, Германия | Грунт    | Тим Кричтон | Даниэль Мело Алешандри Симони | 1-6 7-6(2) 1-6 |